# Circuito Brasileiro de Voleibol de Praia Masculino Sub-17 de 2016
O Circuito Brasileiro de Voleibol de Praia Sub-17 de 2017, também chamado de Circuito Banco do Brasil de Vôlei de Praia Sub-17 foi a primeira edição da principal competição nacional de Vôlei de Praia na categoria Sub-17 na variante masculina, com apenas uma etapa realizada no período de 9 a 11 de setembro de 2016.

## Resultados

### Circuito Sub-17
| Evento                                                           | Ouro                                   | Prata                              | Bronze                          | Quarto lugar                |
| Etapa Rio de Janeiro, Rio de Janeiro 9 a 11 de setembro de 2016. | Johann Ferdinand Dohmann Lucas Sampaio | Gabriel Pisco João Pedro Guimarães | Mateus Sequeira Gabriel Zuliani | Guilherme Rech Lucas Donato |